# Археологический памятник
Археологический памятник — объект материальной культуры, несущий в себе определённый объём информации о прошлом. 
Археологам чаще всего неизвестно, как называли то или иное поселение или могильник его создатели. Наименованием для археологического памятника становится ближайший устойчивый топоним (название географического объекта — горы, реки или населённого пункта).
Археологическим источником памятник становится после проведения должным образом раскопок со строгим соблюдением методики. У каждого вида памятников есть своя специфика, обусловленная видом и особенностями памятника.

## Виды
Перечисленная ниже классификация археологического материала носит довольно условный характер. Очень часто бывает так, что памятники сочетают в себе функции различных категорий. Например, курганы могут нести не только функцию захоронения (погребальная), но и выполнять определённые культовые функции.

### Погребальный памятник

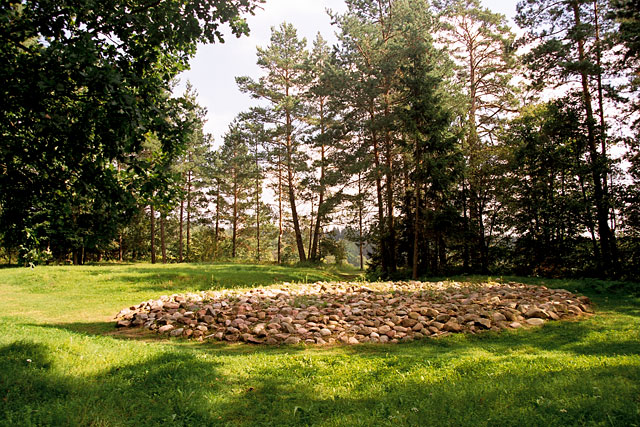
Ятвяжский курган в районе Сувалки, Польша

В категорию погребальных входят несколько видов памятников:
- Курганный могильник
- Одиночный курган
- Подкурганное захоронение
- Грунтовый могильник
- Кенотаф
- Мемориальный комплекс (жертвенники, остатки тризн и др.)
- Некрополь

### Поселенческие памятники
К бытовым памятникам можно отнести:
- Городище
- Поселение, селище
- Стоянка
- Остатки отдельных жилищ
- Мастерские
- Производственные комплексы
- Пещеры
- Земледельческие комплексы
- Оборонительные сооружения

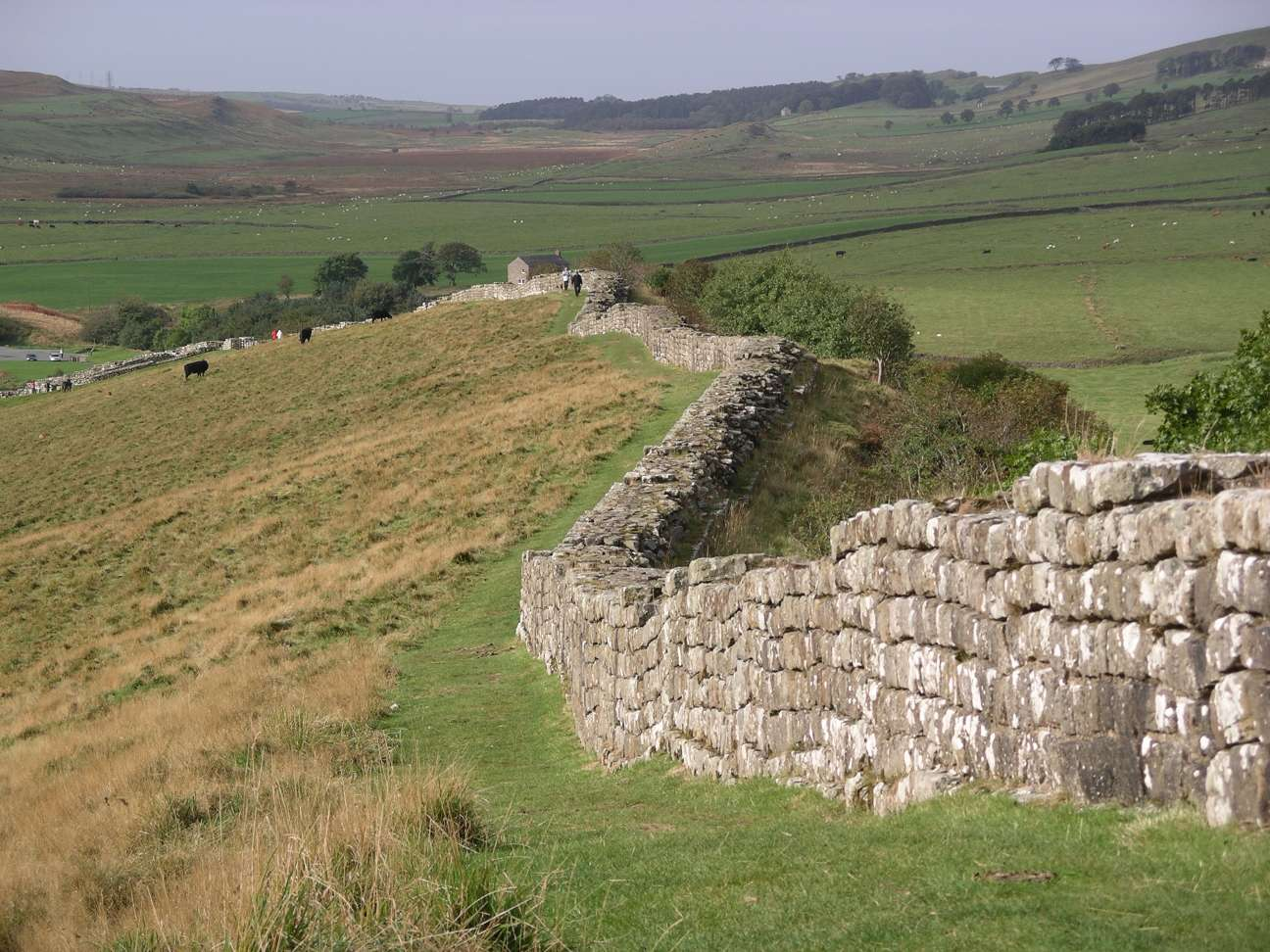
Адрианов вал

- Культурный слой городских и сельских поселений

### Ритуально-культовые памятники

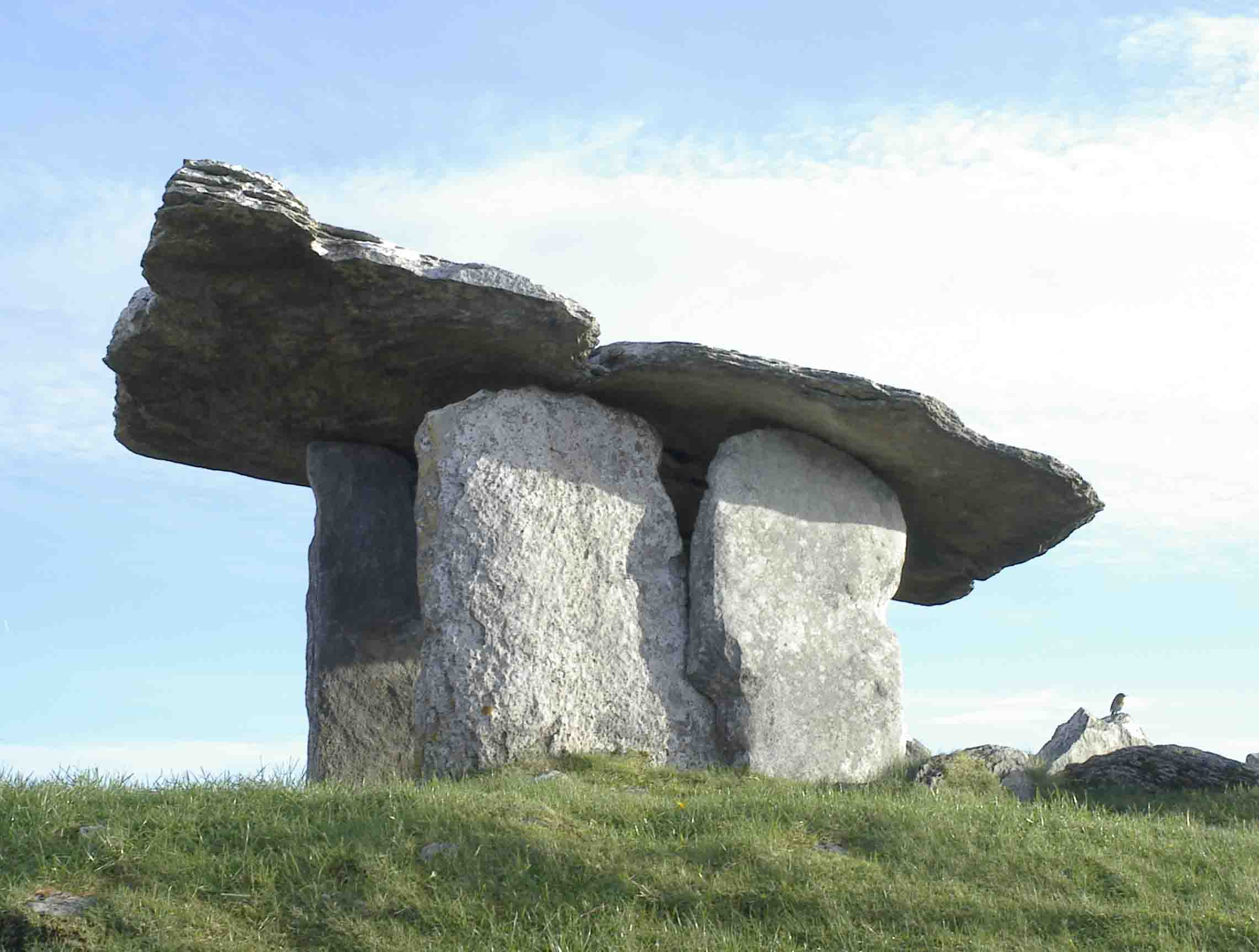
Дольмен Пулнаброн в Ирландии

В эту категорию входят различного вида почитаемые места, среди которых можно выделить:
- Храмы и храмовые комплексы
- Святилища
- Почитаемые места
- Лабиринты
- Мегалиты: менгиры, кромлехи, дольмены, каирны
- Зольники

### Памятники специфического вида
Сюда относятся:
- Погреб
- Ловчая яма
- Клады
- Затонувшие корабли
- Случайные находки
- Затопленные города или их части